# Osgoode (Toronto Subway)

Bahnsteigebene

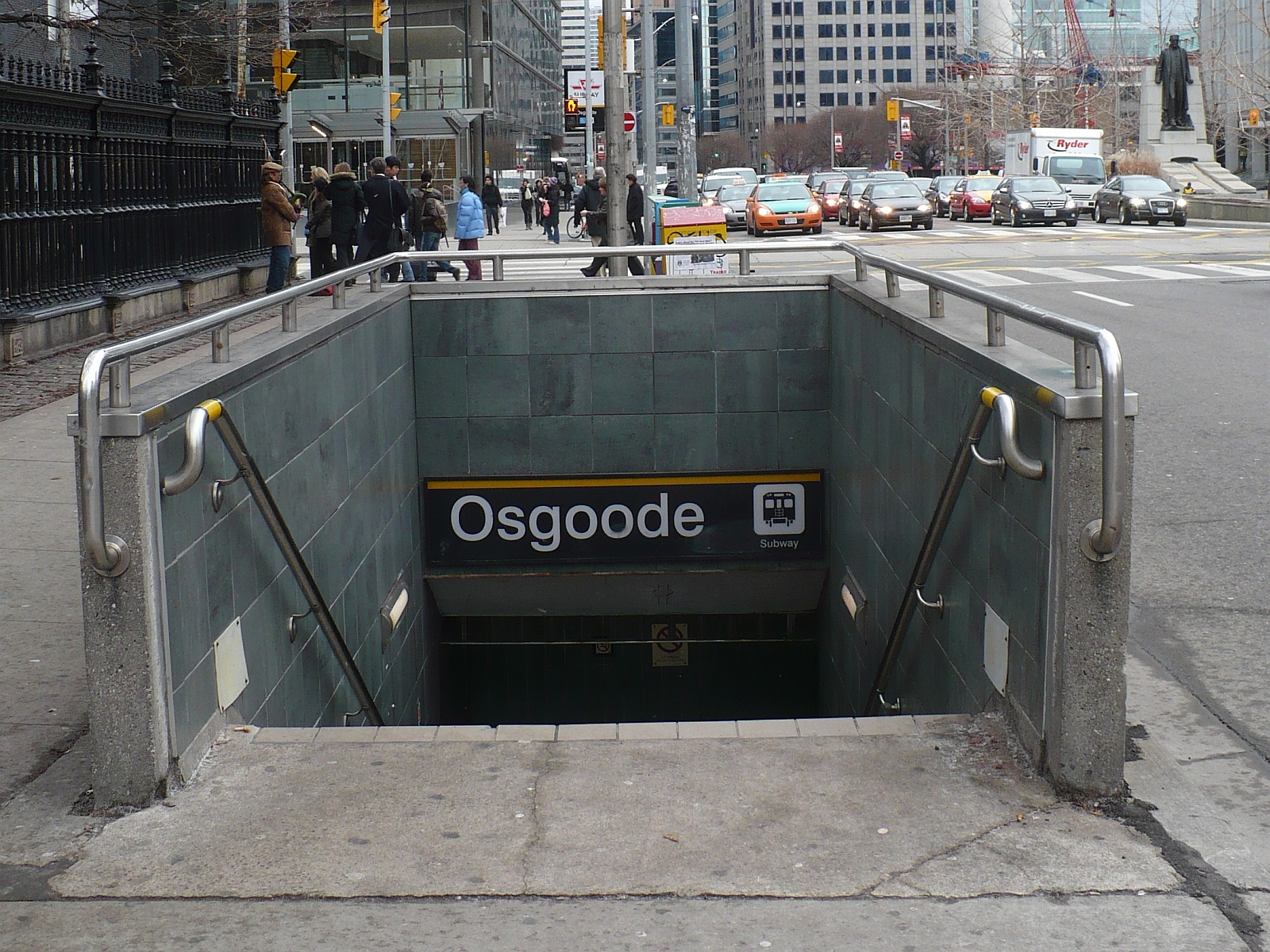
Nordöstlicher Eingang

Osgoode ist eine unterirdische U-Bahn-Station in Toronto. Sie liegt an der Yonge-University-Linie der Toronto Subway, an der Kreuzung von University Avenue und Queen Street. Benannt ist sie nach der nahe gelegenen Osgoode Hall. Die Station besitzt Seitenbahnsteige und wird täglich von durchschnittlich 23.670 Fahrgästen genutzt (2018). In der Nähe befinden sich neben der Osgoode Hall auch das Four Seasons Centre, die City Hall, der Nathan Phillips Square und das Südafrikanische Kriegsdenkmal. Es bestehen Umsteigemöglichkeiten zu einer Buslinie der Toronto Transit Commission (TTC) sowie zu den Straßenbahnlinien 501 und 502.
Die Eröffnung der Station erfolgte am 28. Februar 1963, zusammen mit dem Abschnitt Union – St. George. Seinen vollen Verkehrswert erreichte er allerdings erst drei Jahre später mit der Eröffnung der in St. George querenden Bloor-Danforth-Linie. Die Auslastung war in den ersten Jahren geringer als ursprünglich prognostiziert. Aus diesem Grund war der Betrieb vor allem an Wochenenden eingeschränkt; erst seit 1978 ist er auf der gesamten Strecke jederzeit durchgehend.
Osgoode hätte eine Umsteigestation werden sollen. Geplant war ein Straßenbahntunnel unter der Queen Street, sodass beim Bau der Station Queen eine zweite Ebene im Rohbau errichtet wurde. Ähnliches war auch in der Station Osgoode vorgesehen, doch beschränkte man sich hier auf das Umverlegen einiger Versorgungsleitungen. Der weitere Ausbau unterblieb, weil die TTC den Tunnel aus finanziellen Gründen immer wieder zurückstellte und schließlich ganz aufgab. Im April 2019 kündigte die Regierung der Provinz Ontario konkrete Planungen für den Bau der Ontario-Linie an. Diese neue vollautomatische U-Bahn-Linie soll in der Station Osgoode die Yonge-University-Linie in West-Ost-Richtung kreuzen. Als frühester Fertigstellungstermin wurde das Jahr 2027 genannt.